# Viola blanda
Viola blanda Willd. – gatunek roślin z rodziny fiołkowatych (Violaceae). Występuje naturalnie we wschodniej i środkowej części Ameryki Północnej. W całym swym zasięgu jest gatunkiem najmniejszej troski, ale regionalnie (w Manitobie i Illinois) jest krytycznie zagrożony.

## Rozmieszczenie geograficzne
Rośnie naturalnie we wschodniej i środkowej części Ameryki Północnej. Został zaobserwowany w Kanadzie (w prowincjach Alberta, Manitoba, Nowa Fundlandia i Labrador, Nowa Szkocja, Nowy Brunszwik, Ontario, Quebec, Saskatchewan i Wyspa Księcia Edwarda) oraz Stanach Zjednoczonych (w Alabamie, Connecticut, Delaware, Dystrykcie Kolumbii, Georgii, Illinois, Indianie, Iowa, Kentucky, Maine, Marylandzie, Massachusetts, Michigan, Minnesocie, New Hampshire, New Jersey, stanie Nowy Jork, Północnej Karolinie, Dakocie Północnej, Ohio, Pensylwanii, Rhode Island, Południowej Karolinie, Tennessee, Vermoncie, Wirginii, Wirginii Zachodniej i Wisconsin)

## Morfologia
PokrójBylina dorastająca do 3–20 cm wysokości, bezłodygowa, tworzy kłącza i rozłogi.
LiścieBlaszka liściowa ma kształt od owalnego do nerkowatego. Mierzy 2–4 cm długości oraz 2–4 cm szerokości, jest piłkowana na brzegu, ma sercowatą nasadę i wierzchołek od ostrego do spiczastego. Ogonek liściowy jest czerwonawy, nagi i ma 2–11 mm długości. Przylistki są równowąsko lancetowate.
KwiatyPojedyncze, wyrastające z kątów pędów. Mają działki kielicha o kształcie od owalnego do lancetowatego. Płatki są odwrotnie jajowate i mają białą barwę, płatek przedni mierzy 8-10 mm długości, z purpurowymi żyłkami, wyposażony w obłą ostrogę o długości 1-2 mm.
OwoceTorebki mierzące 4-6 mm długości, o kształcie od jajowatego do elipsoidalnego.
Gatunki podobneRoślina jest podobna do fiołka błotnego (V. palustris), który jednak różni się zielonkawą torebką nasienną i brakiem czerwonawych ogonków liściowych.

## Biologia i ekologia
Rośnie w lasach, na wysokości do 2000 m n.p.m. Kwitnie od kwietnia do maja.